# Palaeolecanium bituberculatum
Palaeolecanium bituberculatum är en insektsart som först beskrevs av Victor Antoine Signoret 1873.  Palaeolecanium bituberculatum ingår i släktet Palaeolecanium och familjen skålsköldlöss. Arten är reproducerande i Sverige. Inga underarter finns listade i Catalogue of Life.